# Alessandro Cesarini (XVI secolo)
Alessandro Cesarini (Roma, 1475 circa – Roma, 13 febbraio 1542) è stato un cardinale italiano della Chiesa cattolica, nominato da papa Leone X.

## Biografia
Nato a Roma, figlio di Agabito Cesarini, divenne grandissimo amico della Famiglia Medici, in particolar modo del futuro papa Leone X.
Papa Leone X lo elevò al rango di cardinale nel concistoro del luglio 1517.
Nei suoi ventiquattro anni di cardinalato partecipò a tre conclavi:
- conclave del 1521-1522 che elesse Adriano VI,
- conclave del 1523 che elesse Clemente VII,
- conclave del 1534 che elesse Paolo III.

Fu, tra l'altro, amministratore apostolico della diocesi di Oppido Mamertina.
Morì a Roma il 13 febbraio 1542 e fu sepolto nella tomba di famiglia nella basilica di Santa Maria in Aracoeli.
Alessandro Cesarini, il suo pronipote omonimo, fu anch'egli cardinale.

## Ascendenza
|                         |   |                     | Genitori                              |  |  | Nonni |  |  | Bisnonni      |  |  | Trisnonni               |  |
|                         |   |                     |                                       |  |  |       |  |  | Orso Cesarini |  |  | Andreozzo de' Montanari |  |
|                         |   |                     |                                       |  |  |       |  |  | Orso Cesarini |  |  | Andreozzo de' Montanari |  |
|                         |   | Paolotia Rustici    |                                       |  |  |       |  |  | Orso Cesarini |  |  |                         |  |
| Gabriele Cesarini       |   |                     |                                       |  |  |       |  |  | Orso Cesarini |  |  |                         |  |
|                         |   | Simodea Brancaleoni | Giovanni Andrea Brancaleoni           |  |  |       |  |  |               |  |  |                         |  |
|                         |   | Simodea Brancaleoni | Giovanni Andrea Brancaleoni           |  |  |       |  |  |               |  |  |                         |  |
|                         |   | Simodea Brancaleoni | …                                     |  |  |       |  |  |               |  |  |                         |  |
| Pierpaolo Cesarini      |   | Simodea Brancaleoni |                                       |  |  |       |  |  |               |  |  |                         |  |
|                         |   | Gianandrea Colonna  | Antonio Colonna, signore di Riofreddo |  |  |       |  |  |               |  |  |                         |  |
|                         |   | Gianandrea Colonna  | Antonio Colonna, signore di Riofreddo |  |  |       |  |  |               |  |  |                         |  |
|                         |   | Gianandrea Colonna  | …                                     |  |  |       |  |  |               |  |  |                         |  |
| Giulia "Godina" Colonna |   | Gianandrea Colonna  |                                       |  |  |       |  |  |               |  |  |                         |  |
|                         |   | Ambrosina Astalli   | Pietro Astalli                        |  |  |       |  |  |               |  |  |                         |  |
|                         |   | Ambrosina Astalli   | Pietro Astalli                        |  |  |       |  |  |               |  |  |                         |  |
|                         |   | Ambrosina Astalli   | …                                     |  |  |       |  |  |               |  |  |                         |  |
| Alessandro Cesarini     |   | Ambrosina Astalli   |                                       |  |  |       |  |  |               |  |  |                         |  |
|                         | … | …                   |                                       |  |  |       |  |  |               |  |  |                         |  |
|                         | … | …                   |                                       |  |  |       |  |  |               |  |  |                         |  |
|                         | … | …                   |                                       |  |  |       |  |  |               |  |  |                         |  |
| …                       | … |                     |                                       |  |  |       |  |  |               |  |  |                         |  |
|                         |   | …                   | …                                     |  |  |       |  |  |               |  |  |                         |  |
|                         |   | …                   | …                                     |  |  |       |  |  |               |  |  |                         |  |
|                         |   | …                   | …                                     |  |  |       |  |  |               |  |  |                         |  |
| Giuliana Colonna        |   | …                   |                                       |  |  |       |  |  |               |  |  |                         |  |
|                         |   | …                   | …                                     |  |  |       |  |  |               |  |  |                         |  |
|                         |   | …                   | …                                     |  |  |       |  |  |               |  |  |                         |  |
|                         |   | …                   | …                                     |  |  |       |  |  |               |  |  |                         |  |
| …                       |   | …                   |                                       |  |  |       |  |  |               |  |  |                         |  |
|                         |   | …                   | …                                     |  |  |       |  |  |               |  |  |                         |  |
|                         |   | …                   | …                                     |  |  |       |  |  |               |  |  |                         |  |
|                         |   | …                   | …                                     |  |  |       |  |  |               |  |  |                         |  |
|                         |   | …                   |                                       |  |  |       |  |  |               |  |  |                         |  |